# 아테나루카나
아테나루카나(이탈리아어: Atena Lucana)는 이탈리아 캄파니아주 살레르노도에 위치한 코무네다.

## 같이 보기
- 발로 디 디아노